# Swan River 150E
Swan River 150E är ett reservat i Kanada.   Det ligger i provinsen Alberta, i den centrala delen av landet, 3 000 km väster om huvudstaden Ottawa.
Omgivningarna runt Swan River 150E är en mosaik av jordbruksmark och naturlig växtlighet. Runt Swan River 150E är det glesbefolkat, med 14 invånare per kvadratkilometer.